# Erwin von Steinbach
Erwin von Steinbach (Steinbach, 1244 – Strasburgo, 17 gennaio 1318) è stato un architetto tedesco.
Nel 1284 era magister operis della fabbrica della cattedrale di Strasburgo, cui probabilmente presiedette fino alla morte. Fu autore della facciata ovest della stessa (1277), più volte restaurata e rimaneggiata nel corso degli anni, e di una cappella dedicata alla Madonna (1316), ora distrutta.
Secondo alcune fonti due suoi figli, Sabina, scultrice la cui esistenza è stata messa in dubbio, e Johann, architetto, parteciparono attivamente ai lavori della cattedrale dopo la sua morte.